# Jasmine Braun
Jasmine Braun (* 30. Dezember 1988 in Esch an der Alzette, Luxemburg) ist eine luxemburgische Schriftstellerin von Jugendliteratur.

## Leben
Jasmine Braun wurde als jüngeres von zwei Kindern geboren. Sie studiert an der Fakultät für Erziehungswissenschaften an der Universität Luxemburg, nachdem sie ihr Abitur (Sprachensektion) im Robert-Schuman-Gymnasium in Limpertsberg machte.
Sie schreibt alle Werke in deutscher Sprache.
Ihr erster, 2006 erschienener, Roman heißt Wolfsspur und spielt in Sibirien. Es ist ein Roman für Kinder und Jugendliche ab 12 Jahren.
2008 kam Zerrissen heraus, in dem es um ein Kind geht, welches vor seinem geldsüchtigen Vater weglaufen muss.
Wolfsliebe: Tochter der Wildnis, eine überarbeitete Version von Wolfsspur, wird am 25. November 2011 veröffentlicht.

## Werke
- Wolfsspur, Op der Lay 536, 204 Seiten, 2006, 2. Auflage 2010. ISBN 2-87967-134-5. (nur in Luxemburg erhältlich)
- Zerrissen, Op der Lay 541, 288 Seiten, 2008. ISBN 978-2-87967-157-4. (nur in Luxemburg erhältlich)
- Wolfsliebe: Tochter der Wildnis, Bastei Lübbe (Baumhaus), 208 Seiten, 2011. ISBN 978-3-8339-0049-5. (voraussichtlich in Luxemburg, Deutschland und Österreich erhältlich)

| Personendaten    | Personendaten                                       |
| ---------------- | --------------------------------------------------- |
| NAME             | Braun, Jasmine                                      |
| KURZBESCHREIBUNG | luxemburgische Schriftstellerin von Jugendliteratur |
| GEBURTSDATUM     | 30. Dezember 1988                                   |
| GEBURTSORT       | Esch an der Alzette (Luxemburg)                     |